# S-Sence
S-Sence（エッセンス）は、双子の日本女性2人組ユニットである。

## メンバー
- Touchy（タッチ、本名：斎藤環（さいとう たまき）、12月16日 - ） - 神奈川県横浜市出身。姉
- Nocci（ノッチ、本名：斎藤希（さいとう のぞみ）、12月16日 - ） - 神奈川県横浜市出身。妹

## 経歴
ハイスクールまでは父親の仕事の関係でニューヨーク、アトランタ近郊にて育つ。国際基督教大学を卒業する。幼少よりTouchyはピアノ、Nocciはバイオリンのレッスンを受けていたため、S-Senceのライブでは両楽器が使用されることが多い。また、アメリカ時代、高校、大学を通じてチアリーディング活動を行っていたことがダンスを中心したエンターテイメントの素地になっていると思われる。

## 音楽活動
- 大学卒業後、クラブでのライブパフォーマンスをメインに活動する。
- 2000年、テイチクエンタテインメントのインペリアルレコードレーベルに所属し、同年5月24日にtwinkeeというユニット名でデビューシングル『紅い石』をリリースした[1]。9月にはセカンドシングル『弦と手』をリリースしている[2]。ハイスクールまでのアメリカ生活での音楽環境、双子ならではのハーモニーと二人の独特な感性による世界観が合わさった独特のグループ感により、R&Bユニットとして一定の評価を得る。
- 2002年、Dolphin Heartsレーベルに移籍。同年1月からtwinkeeからS-Senceにユニット名を変更（初期はS-Senseとしていたがミニアルバム発売前にS-Senceになっている。）[3]する。同年9月にミニアルバム『Ring 4 Hope』をリリースした。twinkee時代よりクラブでのライブパフォーマンスを中心とした活動を行っていた[4]が、このRing 4 Hopeは2001年よりS-Sence自身が企画していたクラブイベントの名称でもある[5]。
- 2004年にUAE（United Asia Entertainment）に移籍。『約束/Good-bye』、『潸潸 (sun sun)』をリリースした。同じくUAE所属のZeroがリリースしたCDにはコーラスなどで参加をしている。この時期にS-Senceが手がけた曲はアジア系のテイストを採り入れた曲がみられていた。
- 2005年10月より『エッセンス裏道ラジオ』と題したポッドキャスティング（現在VOL.9）を開始する。
- 2005年11月、UAEからaspasiaレーベルへ移籍した。

## ディスコグラフィー
twinkee
- 『紅い石』(TECI-3)2000年5月24日発売。マキシシングル
- 『弦と手』(TECI-6)2000年9月1日発売。マキシシングル

S-Sence
- 『Ring 4 Hope』(DLP-1001)2002年9月27日発売。ミニアルバム
- 『BLACK JUICE Vol.1』(BZCS-1031)2004年9月1日発売。DJ HIYOCOのコンピレーションアルバム。8曲目にS-Senceの『BOUNCE』が収録。
- 『約束/Good-bye』(JKCS-1004)2004年11月25日発売。マキシシングル
- 『潸潸 (sun sun)』(JKCA-1021)2005年3月8日発売。ミニアルバム
- 『Get Closer』(ASPA-4)2006年9月8日発売。フルアルバム

## ラジオ
- Asian Love Essence(NACK5)2004年10月～2005年3月放送。
- オールナイトニッポンR（ニッポン放送）2004年11月～2005年3月放送。月一でパーソナリティを務めた[6]。
- ALL THAT S-Sence（FM大阪）2005年2月～3月放送。
- アジアの風（ニッポン放送）2005年4月～9月、毎週日曜日に放送[7]。
- The Nutty Radio Show 鬼玉内 えすてら(NACK5)2005年4月～9月放送。 水曜レギュラー。